# Miss Universe

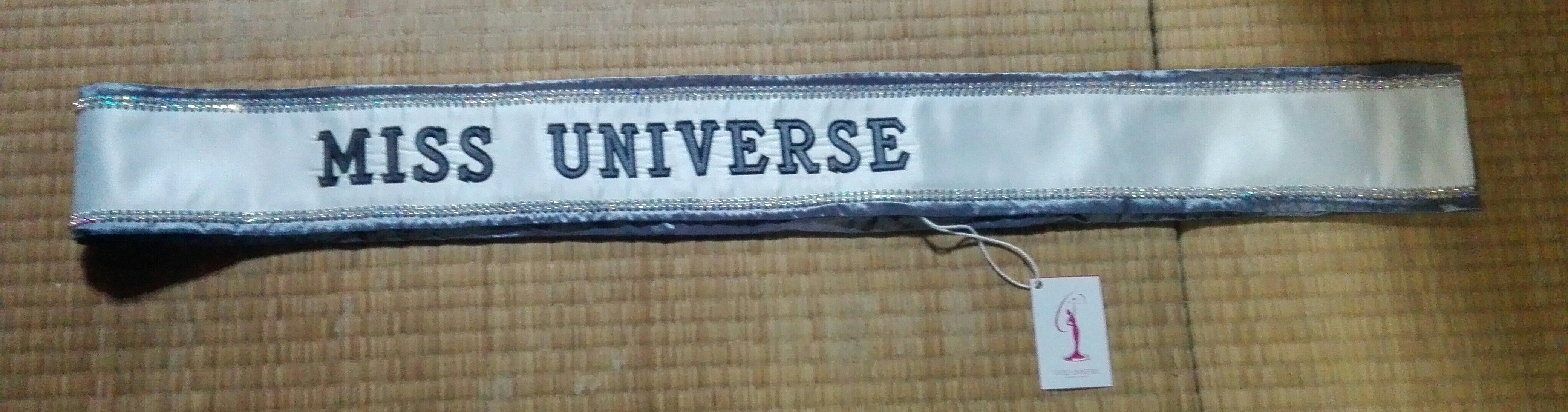
Miss Universe sash van 2001 tot en met 2022

Miss Universe is een internationale missverkiezing die bestaat sinds 1952. Het evenement wordt georganiseerd door de Miss Universe Organization.
Samen met zijn concurrerende wedstrijden Miss World, Miss International en Miss Earth is dit evenement een van de schoonheidswedstrijden die de meeste publiciteit krijgt in de wereld.

## Algemeen
Een eerste reeks Miss Universe-verkiezingen vond plaats tussen 1926 en 1935. De huidige Miss Universe-verkiezing is een jaarlijkse schoonheidswedstrijd die voor het eerst werd gehouden in 1952. De verkiezingen zijn de Amerikaanse tegenhanger van de Britse Miss World-verkiezingen, die sinds 1951 gehouden worden. Van 1952 tot 1960 werd de verkiezing georganiseerd in het Californische Long Beach. Daarna verhuisde de verkiezing naar Miami Beach in Florida, gaststad van 1960 tot 1972.
In 1972 werd de verkiezing voor het eerst buiten de VS georganiseerd: Puerto Rico mocht de internationale schoonheden verwelkomen. De daaropvolgende jaren zou de verkiezing veel landen bezoeken: Griekenland (1973), Filipijnen (1974, 1994), El Salvador (1975), Hongkong (1976), Dominicaanse Republiek (1977), Mexico (1978, 1989, 1993, 2007), Australië (1979), Zuid-Korea (1980), Peru (1982), Panama (1986, 2003), Singapore (1987), Taiwan (1988), Thailand (1992, 2005), Namibië (1995), Trinidad & Tobago (1999), Cyprus (2000), Puerto Rico (2001, 2002), Ecuador (2004), Vietnam (2008).
Wat ooit begon als een kleinschalige verkiezing met slechts 40 meisjes in bikini, groeide uit tot een groot evenement. Sinds 1960 wordt de verkiezing uitgezonden op de televisie. De rol van de bikini's werd al vrij snel beperkt, in verband met de vrouwonvriendelijke allure. Schoonheid alleen was ook niet meer voldoende, de dames moesten meer in hun mars hebben: een universitaire graad, een topsportcarrière of een andere opvallende eigenschap.
In 1996 kwamen de rechten van de Miss Universe-verkiezing in handen van de Amerikaanse zakenman en politicus Donald Trump. Sindsdien is de tanende belangstelling weer flink opgekrikt en blijft het programma onverminderd populair in vele delen van de wereld, waarbij voornamelijk het Amerikaanse continent en Azië als grote afzetmarkten gelden. In Europa is de, sinds de jaren 80, tanende belangstelling nooit echt hersteld. Alleen de Oost-Europese landen zenden de verkiezing nog uit.

## Politiek

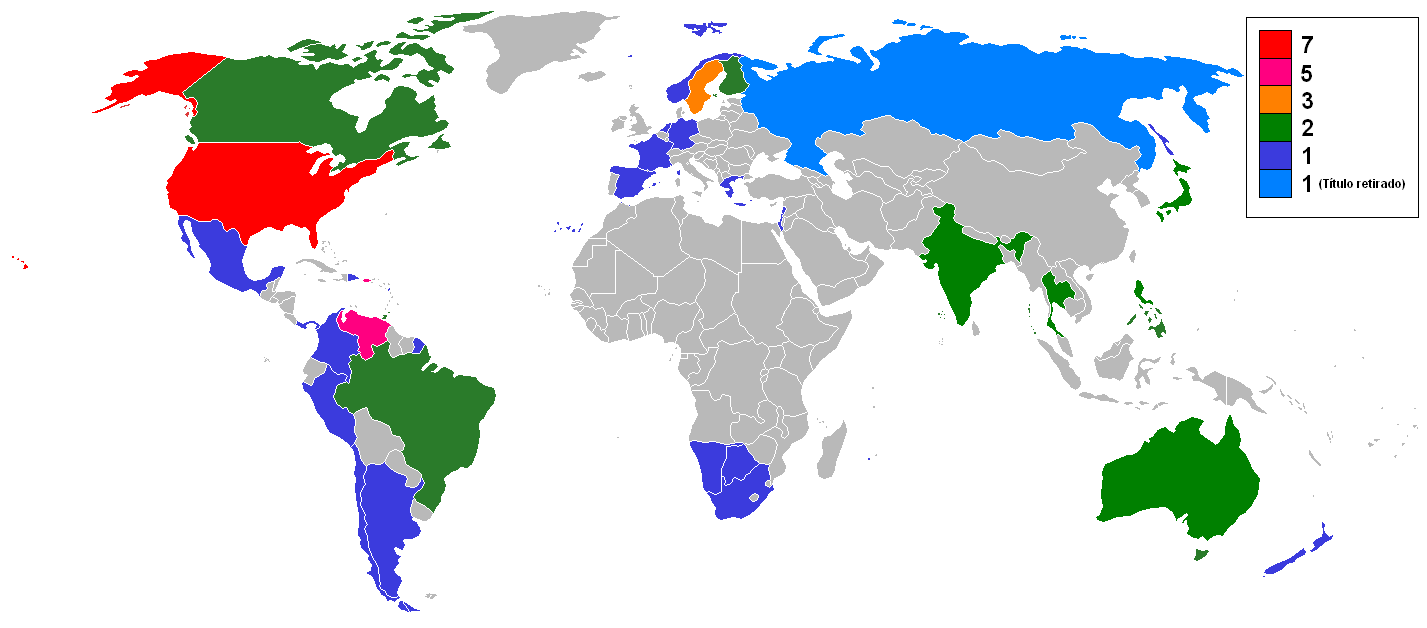
Kaart van de wereld waarvan de afgevaardigden hebben gewonnen.

Al vanaf de eerste Miss Universe-verkiezing (1952) kan de organisatie rekenen op felle kritiek van feministen. Zij vinden de verkiezingen ouderwets, vrouwonvriendelijk en discriminerend.
Bij de overwinning van de Libanese Georgina Rizk in 1971 gaf Rizk aan een goede verstandhouding te hebben met de Israëlische kandidate, en dat het bovendien een schoonheidswedstrijd was en geen politiek.
Marokko, dat in 1976 haar debuut zou maken op de verkiezingen, moest onder druk van de Arabische wereld haar kandidate terugtrekken, omwille van het negatieve imago dat dergelijke verkiezingen in de Arabische wereld had.

## België en Nederland
In tegenstelling tot in Nederland, hebben missverkiezingen in België van meet af aan op grote belangstelling mogen rekenen. De jaarlijkse Miss België-verkiezing is een groots televisie-evenement en ook de internationale missverkiezingen blijven er onverminderd populair. In Nederland heeft de interesse voor missverkiezingen, ondanks enkele grote successen, nooit sterk geleefd. De verkiezingen zijn vrij snel door de feministische lobby, gesteund door een breed spectrum aan politici en de Nederlandse bevolking, in het verdomhoekje gedrukt.

### België
België doet al mee sinds het begin en Netta Duchâteau won de tweede editie in 1931 te Galveston. Het land bracht ook enkele halvefinalisten (HF) en finalisten (F) voort:
- 1955 - Nicole de Mayer (HF)
- 1956 - Lucienne Auquier (HF)
- 1959 - Hélène Savigny (HF)
- 1972 - Anne Marie Roger (HF)
- 1978 - Françoise Moens (HF)
- 1981 - Dominique van Eeckhoudt (F - 5de)
- 1992 - Anke Van dermeersch (F - 6de)
- 2009 - Zeynep Sever (HF - 12de)
- 2010 - Cilou Annys (HF - 14de)
- 2015 - Annelies Törös (HF - 11de)
- 2018 - Zoé Brunet (HF - Top 20)

### Nederland
Nederland doet mee sinds 1956. Het land heeft één keer gewonnen (1989) en een aantal halvefinalisten (HF) en finalisten (F) voortgebracht:
- 1958 - Corine Rottschäfer (HF)

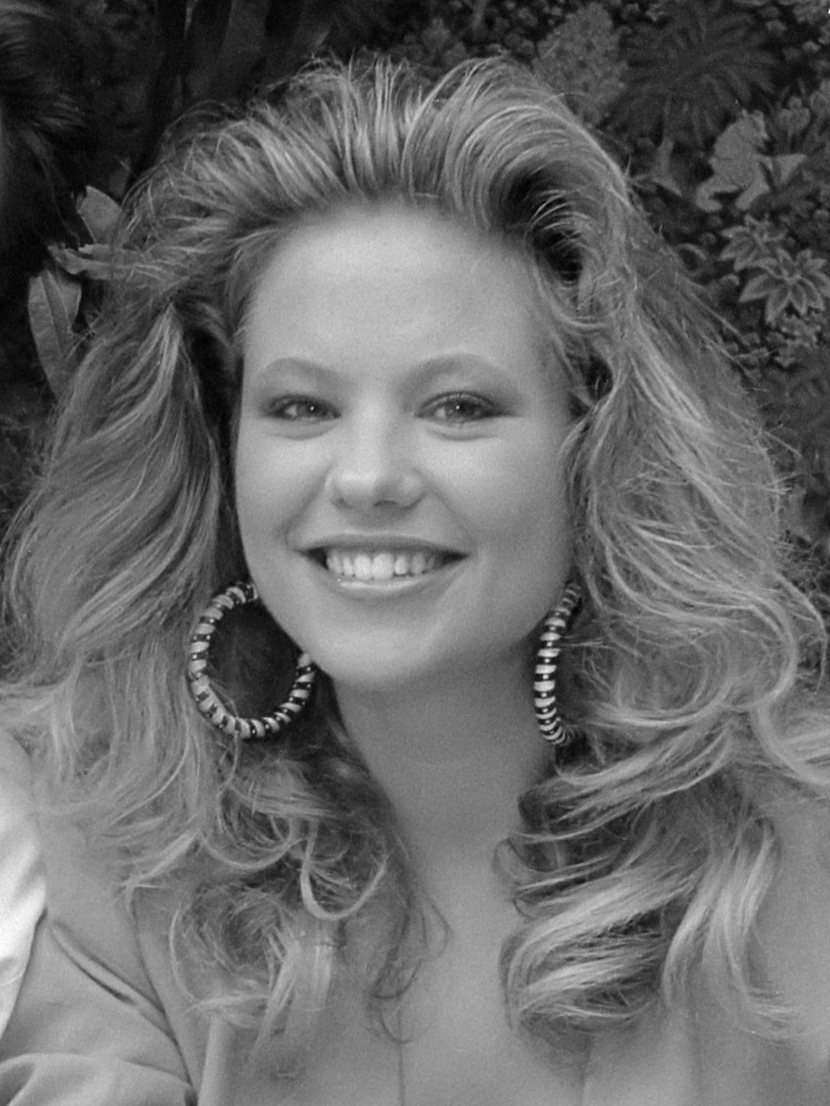
Angela Visser (Miss Universe 1989)

- 1965 - Anja Christina Maria Schuit (F - 5e)
- 1966 - Margo Domen (HF)
- 1967 - Irene van Campenhout (HF)
- 1977 - Ineke Berends (HF)
- 1978 - Karen Ingrid Gustafsson (HF)
- 1979 - Geraldine Theodora van Schie (F - 3e)
- 1981 - Ingrid Johanna Maria Schouten (HF)
- 1984 - Nancy Neede (HF)
- 1989 - Angela Visser (Miss Universe)
- 1991 - Paulien Huizinga (F - 2e)
- 1992 - Vivian Jansen (F - 5e)
- 2002 - Kim Kötter (HF - 10e)
- 2011 - Kelly Weekers (HF - Top 16)
- 2014 - Yasmin Verheijen (F - 4e)

Corine Rottschäfer (1958) was in 1957 reeds Miss Europa geworden en deed in 1959 mee met de Miss World-verkiezing die ze won. Ineke Berends (1977) werd enkele maanden later tweede bij de Miss World-verkiezing van 1977. Ingrid Schouten (1981) is de zus van de bekende Nederlandse cabaretier Tineke Schouten. Angela Visser, Miss Universe 1989, vertegenwoordigde Nederland in 1988 bij de Miss World-verkiezing, daar haalde ze de halve finale niet. De tiende plek van Kim Kötter (2002) werd pas 5 maanden na de Miss Universe 2002-verkiezing een feit, toen de oorspronkelijke winnares (Oxana Fedorova, Rusland) werd onttroond en opgevolgd door de nummer twee van dat jaar (Justine Pasek, Panama); iedere miss schoof hierdoor een plek omhoog in de einduitslag.

## Korte feiten
Hofleverancier van de Miss Universe-verkiezing zijn de Verenigde Staten, met 7 winnaressen (1954, 1956, 1960, 1967, 1980, 1995, 1997). Ook Venezuela (1979, 1981, 1986, 1996, 2008, 2009), Puerto Rico (1970, 1985, 1993, 2001, 2006) & Zweden (1955, 1966, 1984) deden het goed bij de verkiezing.
Toen Miss Colombia, Luz Marina Zuluaga (1958) de verkiezing won, kreeg ze van haar natie een huis, een postzegel en een levenslange belastingvrijstelling. De laatste twee Amerikaanse winnaressen voldeden niet aan de geijkte Miss USA-criteria: ze waren respectievelijk zwart (Chelsi Smith, 1995) en Hawaïaans (Brook Lee, 1997). In de geschiedenis heeft slechts één Miss Universe haar troon moeten afstaan: de Russische Oxana Fedorova (2002) werd ontslagen wegens het niet nakomen van haar verplichtingen. De nummer 2 (Justine Pasek, Panama) werd de nieuwe Miss Universe.
Na haar overwinning moet Miss Universe één jaar lang werken voor de Miss Universe-organisatie. Hiervoor krijgt zij ca. 100.000 Amerikaanse dollars aan salaris en tevens een jaar kost en inwoning in New York, een kroon ter waarde van 120.000 dollar, een vakantiehuis in Mexico ter waarde van 100.000 dollar, sieraden ter waarde van 50.000 dollar, een studiebeurs, een jaar lang gratis make-up en vliegreizen.
Miss Universe zet zich tijdens haar regeringsjaar in voor veel liefdadigheidsprojecten; haar voornaamste taak is wereldwijde educatie over aids en aids-preventie. Ze reist daartoe vele landen, gemiddeld 15 per jaar, af om toespraken te houden en om verschillende evenementen bij te wonen.

## Populariteit
Hoewel de aandacht voor de verkiezingen in Europa, met uitzondering van enkele Zuid- en Oost-Europese landen, momenteel minimaal is, blijft de Miss Universe-verkiezing ongekend populair in Latijns-Amerika, Noord-Amerika en Azië. De grootste verkiezingen op nationaal niveau zijn Miss USA, Miss Venezuela, Miss India, Miss Colombia, Miss Puerto Rico, Miss Filipijnen en Miss Frankrijk. Zij vaardigen alle hun winnaressen af naar de Miss Universe-verkiezing.
Missverkiezingen zijn in veel landen een groot commercieel product.
De Miss Colombia-verkiezing is een van de belangrijkste evenementen voor de Colombianen; Scholen gaan zelfs dicht tijdens de finale van Miss Colombia. De Miss Venezuela-verkiezing is niet alleen in Venezuela, maar in geheel Latijns-Amerika een kijkcijferkanon; het is een van de grootste kijkcijfersuccessen voor de Venezolaanse televisiemaatschappij Venevision. De winnares van Miss Venezuela wordt ruim een half jaar professioneel voorbereid, inclusief plastisch chirurgische ingrepen en tandheelkundige verbeteringen.
De Binibining Pilipinas (Miss Filipijnen) wordt een aantal weken in Colombia voorbereid op de Miss Universe-verkiezing. Miss India krijgt een aantal maanden speciale praat-, loop-, houdings- & etiquettelessen en wordt met behulp van yoga mentaal voorbereid op haar internationale verkiezing.
Al deze investeringen hebben geleid tot goede resultaten. Venezuela (7 winnaressen), de Filipijnen (2), India (2) en Colombia (1) zijn samen goed voor circa 20% van alle winnaressen. Recent hebben andere landen hun voorbeeld dan ook gevolgd. Sinds 1999 organiseert Lupita Jones (de Mexicaanse Miss Universe van 1991) met veel succes Nuestra Belleza Mexico (de Miss Mexico-verkiezing) en dat heeft het land al drie maal een halvefinaliste bij Miss Universe opgeleverd. Ook Peru, Bolivia, Spanje, de Dominicaanse Republiek, Brazilië en Canada bieden hun winnaressen sinds kort een speciaal trainingsprogramma aan ter voorbereiding op de Miss Universe-verkiezing. Dat leverde de Dominicaanse Republiek (2003) en Canada (2005) al een Miss Universe op.

## Televisie
De verkiezing van Miss Universe wordt jaarlijks wereldwijd uitgezonden via onder andere NBC, Venevision, Sony TV en Star TV. In België zendt VT4 de verkiezing jaarlijks uit. In Nederland zonden Veronica (tot 1994), RTL 5 (1995), SBS6 (1996, 1997, 1998) en Fox TV (2000) de Miss Universe-verkiezing uit, maar sinds 2001 wordt de verkiezing niet meer op de Nederlandse tv vertoond.